# باشگاه فوتبال گل ریحان البرز

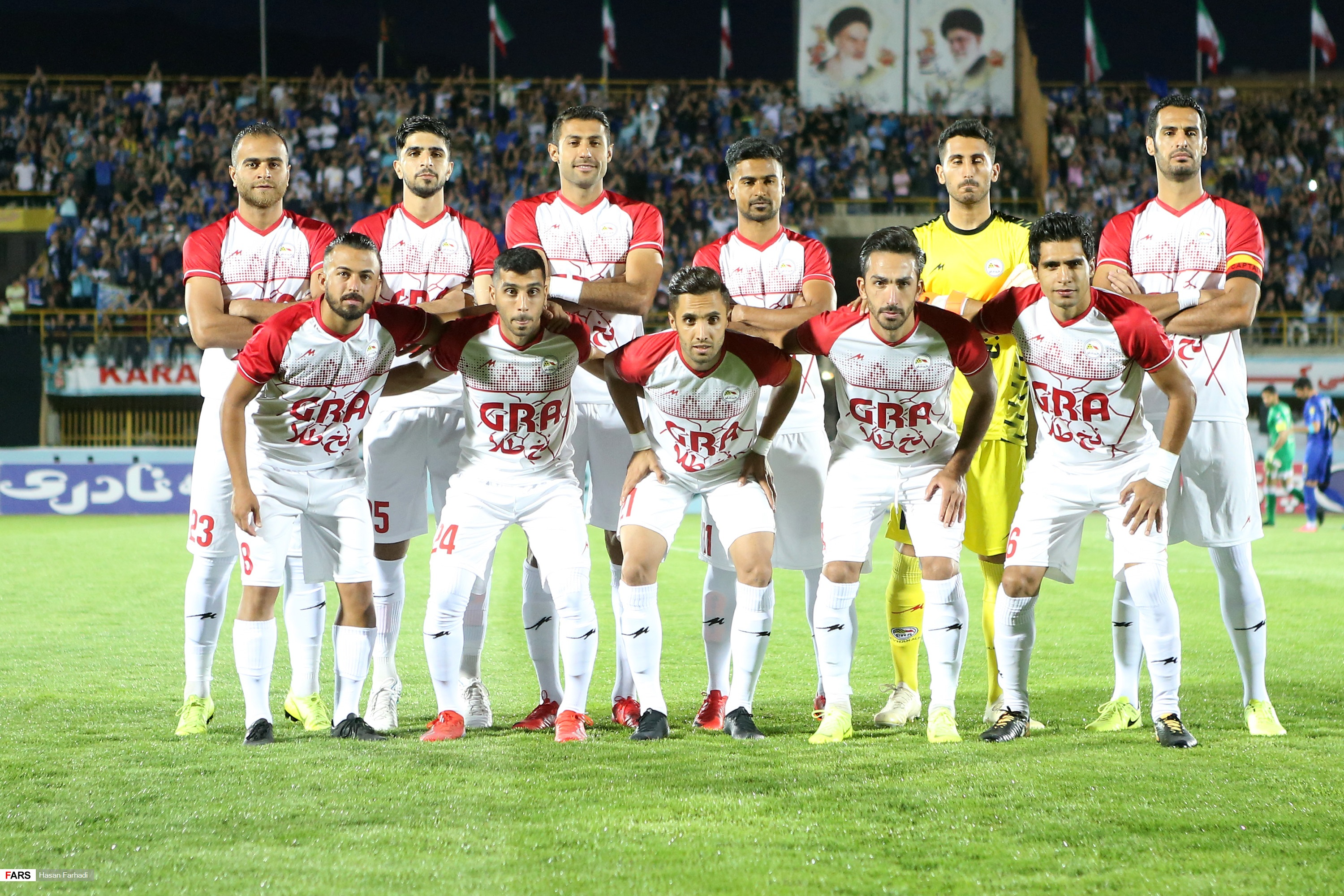
ترکیب گل ریحان برای بازی مقابل استقلال در جام حذفی ۹۹-۱۳۹۸

باشگاه فوتبال گل ریحان البرز یک باشگاه فوتبال ایرانی است که در کرج قرار دارد و در لیگ دسته دوم فوتبال ایران بازی می‌کند. این باشگاه در سال ۱۳۹۳ از سوی حمید طاهری پور بنیان‌گذار هلدینگ اکسین در ایران و با نام اکسین البرز تأسیس شد و در اولین سال حضورش در لیگ دسته دو به لیگ دسته یک صعود کرد. نام این باشگاه در سال ۱۳۹۷ به گل ریحان البرز تغییر یافت.

## مربیان
- علی لطیفی (۱۳۹۴–۱۳۹۵)
- فیروز کریمی (۱۳۹۵)
- علی لطیفی (۱۳۹۵)
- یحیی گل‌محمدی (۱۳۹۵–۱۳۹۶)
- علی لطیفی (۱۳۹۷-۱۳۹۶)
- فراز کمالوند (۱۳۹۷)
- محمد نصرتی (موقت) (آبان ۱۳۹۷)
- مجتبی حسینی (۱۳۹۷-۱۳۹۸)
- محمد نصرتی (۱۳۹۸-۱۳۹۹)
- مهدی امیری سوادکوهی (۱۳۹۹_۱۳۹۸)
- میثم منیعی (مرداد ۱۳۹۹-دی ۱۳۹۹)
- مجید غلامی (مرداد ۱۳۹۹-دی 1400)
- اصغر مازیار (دی ۱۳۹۹-فروردین ۱۴۰۰)
- علی قیچی‌وند (فروردین ۱۴۰۰-اردیبهشت ۱۴۰۰)
- محمود شافعی (اردیبهشت ۱۴۰۰-تیر ۱۴۰۰)
- علی جانملکی (مرداد ۱۴۰۰-شهریور۱۴۰۰)
- فرزاد آشوبی (مهر۱۴۰۰-دی ۱۴۰۰)